# Горный ключ (Волково)
Горный ключ (баш. Горный ключ) — упразднённый посёлок на территории Благовещенского района Республики Башкортостан Российской Федерации. Включён в состав села Волково (административный центр Волковского сельсовета).

## География
Находился к востоку от села Волкова. К северу протекает река Багышла (верхний приток Усы), к югу — река Уса.

### Географическое положение
Примерное расстояние до:
- районного центра (Благовещенск): 35 км,
- ближайшей ж/д станции (Загородная): 50 км.

## Топоним
На карте Уфимской губернии 1912 года обозначена к северо-востоку от Волкова под двойным названием: Верхний Ключевский (Горный Ключ)
На карте Стрельбицкого обозначена как Ключевский.
К 1926 году известна как Горный Ключ (Верхний Ключ) (Населенные  пункты  Башкортостана.  Ч. III. Башреспублика, 1926. – Уфа:  Китап, 2002. – 400 с.).

## История
Примерно в 1880-х годах крестьяне села Волково вместе с расположенным практически вплотную Горно-Ключевским починком образовывали единое сельское общество.
В 1950-е годы посёлок вошёл состав села Волково.

## Население
Перепись 1920 года зафиксировала в посёлке 47 дворов, в которых проживали 292 человека, из них 111 мужчин 181 женщин. Преобладающая национальность — русские (Населенные  пункты  Башкортостана.  Ч. III. Башреспублика, 1926. – Уфа:  Китап, 2002. – 400 с.).

## Инфраструктура
Основа экономики — сельское хозяйство. В 1920 году — 47 дворов, в 1925-м — 50 (Населенные  пункты  Башкортостана.  Ч. III. Башреспублика, 1926. – Уфа:  Китап, 2002. – 400 с.). Во время коллективизации в соседнем селе Волково был образован колхоз имени Сталина.

## Транспорт
Посёлок стоял на пересечении местных дорог в Красную Усу, Дубровку, Волково.